# Tzimtzum

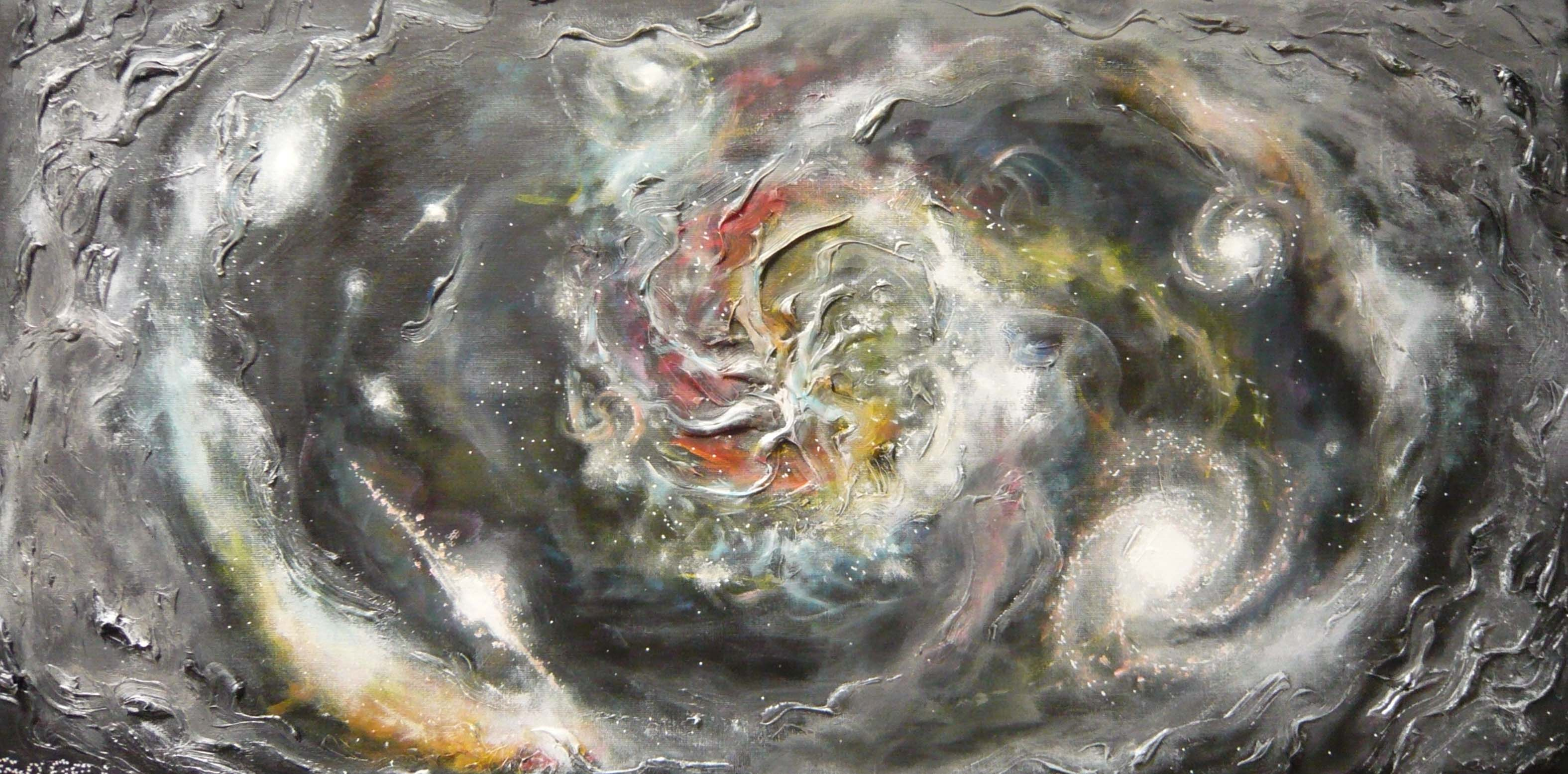
Tzimtzum, la contrazione divina e la creazione dell'Universo
(Olio su tela di Cédric Sorel, 2008)

L'Albero della Vita, secondo la Cabala ebraica

Tzimtzum (o tzim tzum) è un'antica parola ebraica che significa letteralmente "ritrazione" o "contrazione" ed è utilizzata originariamente dai cabalisti in riferimento all'idea di una "autolimitazione" di Dio che si "ritrae" nell'atto della creazione del mondo. Il termine è specialmente usato negli insegnamenti della Cabala lurianica per spiegare la rispettiva dottrina di Dio che iniziò il processo della Creazione "contraendo" la sua Luce infinita per permettere che si producesse uno "spazio concettuale" dove reami finiti e apparentemente indipendenti potessero esistere.
Questa primordiale contrazione iniziale, formante un Chalal/Chalal Hapanoi ("spazio vuoto", חלל הפנוי) nel quale si potesse irradiare nuova luce creatrice, viene indicata con riferimento generale come il Tzimtzum. A differenza della prima Cabala medievale, questo concetto ha reso il primo atto creativo un occultamento/esilio divino piuttosto che una rivelazione in evoluzione. Questa crisi-catarsi dinamica del flusso divino viene ripetuta in tutto il sistema lurianico.
Poiché il Tzimtzum risulta in "spazio vuoto", in cui i Mondi spirituali e fisici e, in definitiva, il libero arbitrio possono esistere, Dio è spesso definito come "Ha-Makom" (המקום, lett. "il Luogo", "l'Onnipresente") nella letteratura rabbinica ("Lui è il Luogo del Mondo, ma il Mondo non è il Suo Luogo"). Nell'interpretazione cabalistica ciò descrive il paradosso della simultanea presenza e assenza divina nel vuoto e la conseguente Creazione. Conseguentemente, Olam - ebraico per "Mondo/Reame" - deriva dalla radice עלם e significa "occultamento". Questa etimologia è complementare al concetto di Tzimtzum, in quanto i successivi reami spirituali e la natura ultima dell'universo fisico, nascondono in diversa misura l'infinita vitalità spirituale della creazione. Le loro diminuzioni progressive dell'Ohr (Luce) divina di reame in reame nel creato, sono chiamate al plurale come tzimtzumim secondari (innumerevoli "condensazioni/velature/costrizioni" della forza vitale). Tuttavia, questi occultamenti successivi si trovano in precedenza anche nella Cabala medievale. La nuova dottrina di Isaac Luria promulgò l'idea del ritiro primordiale (un dilug - un "salto" radicale), al fine di conciliare una catena creativa causale dall'Infinito con l'esistenza finita.

## Paradosso inerente

Espansione dell'Universo

Un concetto condiviso comunemente nella Cabala è che lo Tzimtzum contenga incorporato un paradosso che richiede che Dio sia contemporaneamente trascendente e immanente.
- Da un lato, se l'"Infinito" non si autolimita, allora nulla potrebbe esistere — tutto sarebbe travolto/invaso dalla totalità divina. Quindi l'esistenza richiede la trascendenza di Dio, come sopra.
- Dall'altro, Dio mantiene costantemente l'esistenza dell'universo creato, e non ne è quindi assente. "La Divina forza vitale che porta all'esistenza tutte le creature deve essere costantemente presente dentro di loro ... se questa forza vitale abbandonasse qualsiasi essere creato anche per un solo istante, esso tornerebbe ad uno stato di nulla assoluto, come prima della creazione..."[5] Questa interpretazione è supportata da vari insegnamenti biblici: "Tu hai fatto i cieli ... la terra e quanto sta su di essa, i mari e quanto è in essi; tu fai vivere tutte queste cose." (Neemia 9:6[6]); "Tutta la terra sarà piena della gloria del Signore" (Numeri 14:21[7]); "Tutta la terra è piena della Sua gloria" (Isaia 6:3[8]). La Creazione quindi richiede l'immanenza di Dio.[1]

Rabbi Nachman di Breslav discute questo inerente paradosso come segue:
(Likkutei Moharan I, 64:1)
Questo paradosso è rafforzato dal riferimento alla dottrina strettamente correlata della "semplicità divina", che sostiene che Dio è assolutamente semplice, che non contiene nessun elemento di forma o struttura, non può essere che pura sostanza e non avere divisione alcuna in sé. Ciò dà luogo a due difficoltà: in primo luogo, secondo questa dottrina, è impossibile che Dio si riduca o si espanda (fisicamente o metaforicamente) - una evidente contraddizione a quanto sopra. In secondo luogo, in base a questa dottrina, se la Volontà creatrice di Dio è presente, allora Egli deve essere presente in totale - mentre invece lo Tzimtzum comporta e richiede, una "Presenza parziale" come sopra.
Il paradosso ha un aspetto aggiuntivo, in quanto lo tzimtzum determina una percezione del mondo come imperfetto nonostante la Presenza omniperfetta di Dio sia ovunque. Come risultato, alcuni cabalisti hanno ritenuto lo Tzimtzum un'illusione cosmica.

## Autolimitazione di Dio
Il concetto di tzimtzum viene elaborato soprattutto nel Cinquecento dal cabalista I. Luria, che vede un perpetuo atto divino, nel corso del tempo, di contrazione auto-limitante e contemporaneamente di emanazione della sua luce sull'universo.

### Interpretazione lurianica

Lo Tzimtzum permette all'Universo di espandersi: questo modello è dominato dalla costante cosmologica.

Isaac Luria introdusse tre temi centrali nel pensiero cabalistico: Tzimtzum, Shevirat HaKelim (la frantumazione dei vasi) e Tikkun (riparazione). Questi tre elementi sono un gruppo di processi interrelati e continui. Tzimtzum descrive il primo passo nel processo con cui Dio ha iniziato la creazione ritirando la propria Essenza da un'area, producendo uno spazio in cui la creazione potesse cominciare. Shevirat haKelim descrive come, dopo lo Tzimtzum, Dio abbia creato i vasi (HaKelim) nello spazio vuoto e come, nel momento in cui Dio ha iniziato a riversare la Sua luce nei vasi, questi non erano abbastanza forti per sostenere la potenza della luce divina e si frantumarono (Shevirat). Il terzo passo, Tikkun, è il processo del raccogliere insieme ed elevare le scintille di Luce Divina che sono state portate giù con i frantumi dei vasi spezzati.
Poiché lo Tzimtzum è connesso al concetto dell'esilio e Tikkun è connesso alla necessità di riparare i problemi del mondo dell'esistenza umana, Luria unisce la cosmologia della Cabala con la pratica dell'etica ebraica e rende l'etica e l'osservanza religiosa ebraica i mezzi con cui Dio permette agli esseri umani di completare e perfezionare il mondo materiale vivendo i precetti di una vita ebraica tradizionale.

### Interpretazione Chabad
(Etz Chaim, Arizal, Heichal A"K, anaf 2])
Nello Chassidismo Chabad invece il concetto di Tzimtzum viene concepito non da interpretarsi letteralmente, ma piuttosto da riferirlo alla maniera in cui Dio imprime la Sua presenza sulla coscienza della realtà finita:: quindi tzimtzum non è visto solo come un processo reale, ma anche come una dottrina che ogni persona è in grado, anzi deve, comprendere e meditare.
Nell'interpretazione di Chabad, la funzione dello Tzimtzum è "di nascondere dagli esseri creati la forza attivante dentro di loro, permettendo loro di esistere come entità tangibili, invece di essere completamente annullati nella loro origine". Lo tzimtzum ha prodotto il necessario "spazio vuoto" (chalal panui חלל פנוי, chalal חלל), privo di coscienza diretta della presenza di Dio.
Qui lo Chassidut dà chiarezza sul concetto di Tzimtzum mediante l'analogia di una persona e il suo discorrere. (La fonte di questa analogia è essenzialmente il Libro della Genesi, Capitolo 1, dove Dio "parlò" per creare cielo e terra):

Per comunicare, una persona deve mettere da parte tutto quello che sa, tutte le sue esperienze e tutto ciò che egli è, e dire solo una cosa ("la contrazione"). Questo è particolarmente vero quando si parla di un educatore, il cui livello di mente e di comprensione è quasi completamente superiore e incomparabile all'allievo e che deve "trovare" un'idea che sia abbastanza semplice da trasmettergli. Tuttavia, quando l'educatore passa attraverso questo processo e poi sceglie di esprimersi mediante una particolare espressione, egli non ha in alcun modo perso o dimenticato tutta la sua conoscenza di chi egli sia veramente ("così la contrazione non è una contrazione letterale").

(Inoltre, colui che ascolta le sue parole ha anche la piena rivelazione di chi sia quella persona quando sente tali parole, anche se potrebbe non rendersene conto. Se l'ascoltatore ha capito il linguaggio ed è abbastanza sensibile, dovrebbe anche essere in grado di estrarre da quelle parole tutto quello che c'è da sapere sulla persona.)

Così anche Dio ha scelto di esprimersi in questo mondo con tutte le relative limitazioni. Tuttavia, questo non significa, come postula il panteismo, che Dio sia limitato a questa forma particolare, o che Dio abbia "dimenticato" tutto quello che Egli può fare. Dio "ricorda ancora ciò che Egli è veramente", il che significa che Egli rimane sempre nella Sua essenza infinita, ma sceglie di rivelare solo questo particolare aspetto di Se stesso. L'atto del Tzimtzum è quindi come Dio "mette da parte" la Sua luce infinita e concede uno "spazio vuoto", privo di qualsiasi indicazione della Presenza Divina. Egli può quindi rivelare un aspetto finito limitato della Sua luce (cioè la nostra imperfetta realtà finita).

(Come chiarito in precedenza, se l'uomo fosse spiritualmente abbastanza sensibile, saremmo in grado di constatare come Dio ci dia veramente una rivelazione piena del Suo Essere Infinito tramite questo mondo. Per un ascoltatore che non capisce la lingua che si parla, le lettere sono "vuote" di qualsiasi rivelazione della persona. Nell'analogico questo significa che il mondo ci sembra essere "vuoto" della rivelazione divina. La Cabala e lo Chassidut tuttavia insegnano come meditare in modo da essere in grado di capire "linguaggio" di Dio, cosicché si possa apprezzare la rivelazione divina in ogni aspetto della creazione).
Non esiste quindi nessun paradosso. La divina luce finita che è immanente nell'universo, e che costantemente la crea e la vivifica, è solo un "debole barlume di un barlume di un barlume" della Luce trascendente infinita che è stata completamente occultata dallo tzimtzum.

### Interpretazione del Gaon di Vilna
Il Gaon di Vilna sosteneva che lo tzimtzum non fosse letterale, tuttavia l'"unità superiore", il fatto che l'universo sia solo illusorio e lo tzimtzum solo figurativo, non è percettibile e né finanche comprensibile per coloro che non siano stati iniziati completamente ai misteri della Cabala.
Il cabalista Shlomo Eliyashiv (detto il Leshem) esprime chiaramente questo punto di vista (e sostiene che non solo è il parere del Gaon di Vilna, ma è anche la lettura diretta e semplice di Luria ed è l'unica vera interpretazione).
Scrive:
Com'è strano ed amaro dire una cosa del genere. Guai a noi per tale parere. Loro non pensano e non vedono che con tali pareri stanno distruggendo la verità di tutta la Torah...»
(Leshem)
Tuttavia, il Gaon e il Leshem affermavano che lo tzimtzum ebbe luogo solo nella Volontà di Dio (Ratzon), ma che non si può dire nulla su Dio Stesso (Atzmut). Pertanto entrambi non credevano davvero in un Tzimtzum letterale dell'Essenza divina. Tuttavia l'opera Etz Chaim di Luria, nel Primo Shaar, è ambivalente: in un passo parla di uno tzimtzum letterale nell'Essenza di Dio Stesso, mentre in un passo successivo cambia in uno tzimtzum della Luce Divina (un'energia emanata, quindi creata e non parte dell'Essenza Divina).

## Applicazioni nella psicologia clinica
Il professore israeliano Mordechai Rotenberg afferma che il paradigma tzimtzum cabalistico/chassidico ha importanti implicazioni per la terapia clinica. Secondo tale paradigma, l'"autocontrazione" divina per lasciare spazio al mondo serve come modello per il comportamento umano e la sua interazione. Il modello tzimtzum promuove un approccio di accentramento comunitario unico che contrasta fortemente con il linguaggio della psicologia occidentale.

## Pensatori e teologi contemporanei
L'idea di autolimitazione di Dio viene ripresa da pensatori e teologi contemporanei. André Neher sviluppa lo tzimtzum come possibilità che Dio offre agli uomini per realizzare la loro libertà; Hans Jonas approfondisce il concetto riallacciandolo alle grandi tragedie dell'umanità, che Dio ha permesso proprio perché non è più perfettamente onnipotente.
In ambito cristiano, lo tzimtzum è stato ripreso da Simone Weil e da Sergio Quinzio, che arriva all'idea di un Dio non perfettamente onnipotente dallo studio delle radici testamentarie del problema, peraltro collegate ad altre implicazioni teologico-filosofiche.
C'è un accenno a questo concetto in ambito cattolico nell'enciclica di Benedetto XVI: "[...] L'amore appassionato di Dio per il suo popolo — per l'uomo — è nello stesso tempo un amore che perdona. Esso è talmente grande da rivolgere Dio contro se stesso, il suo amore contro la sua giustizia. Il cristiano vede, in questo, già profilarsi velatamente il mistero della Croce: Dio ama tanto l'uomo che, facendosi uomo Egli stesso, lo segue fin nella morte e in questo modo riconcilia giustizia e amore. [...]"

## Attualità
Nel romanzo di Yann Martel intitolato Vita di Pi e nel suo adattamento cinematografico del 2012, la nave mercantile che affonda e dà origine alla storia centrale si chiama "Tsimtsum".